# Simplício Rodrigues de Sá

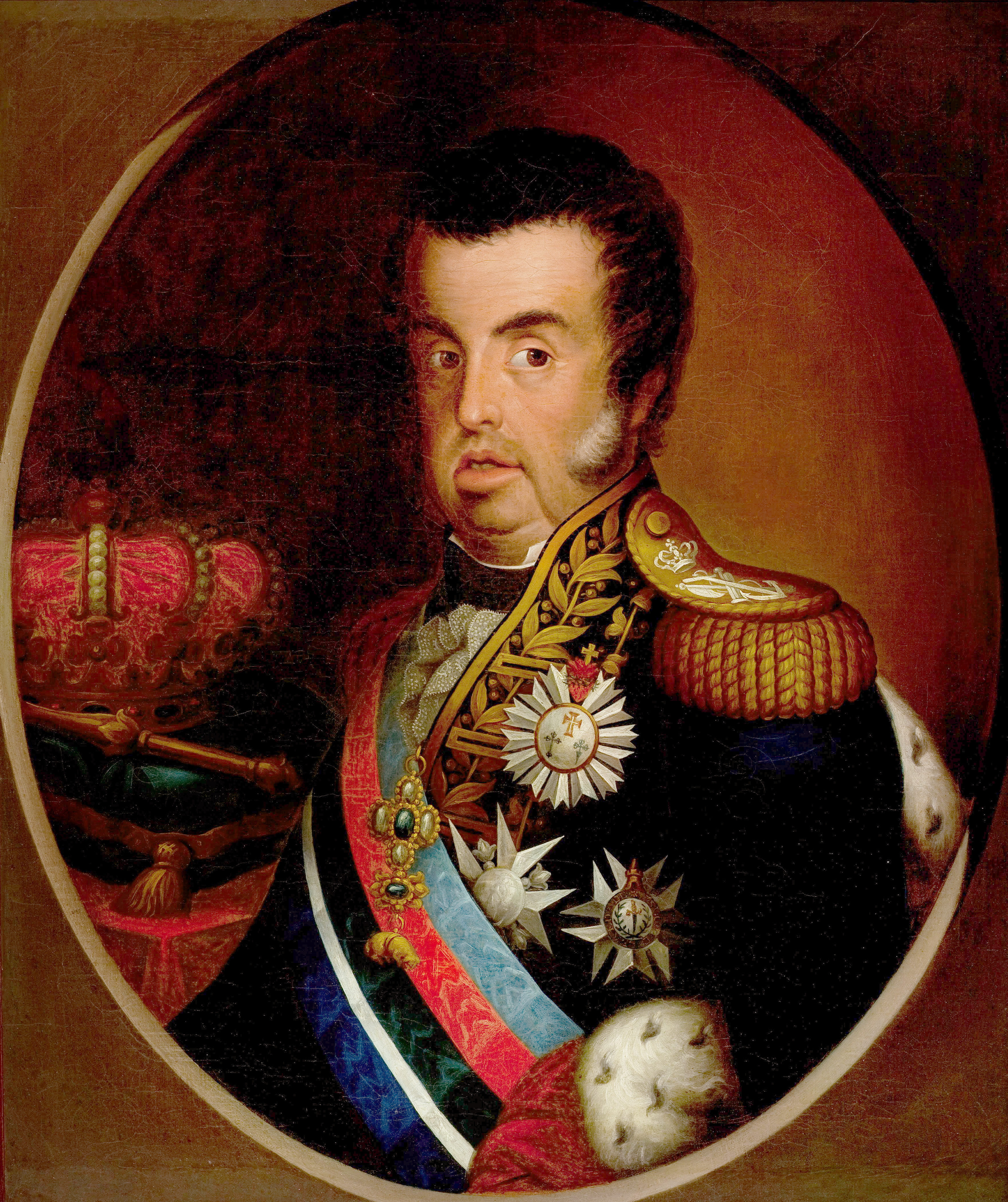
Retrat del Rei Joan VI de Portugal (c.1820)

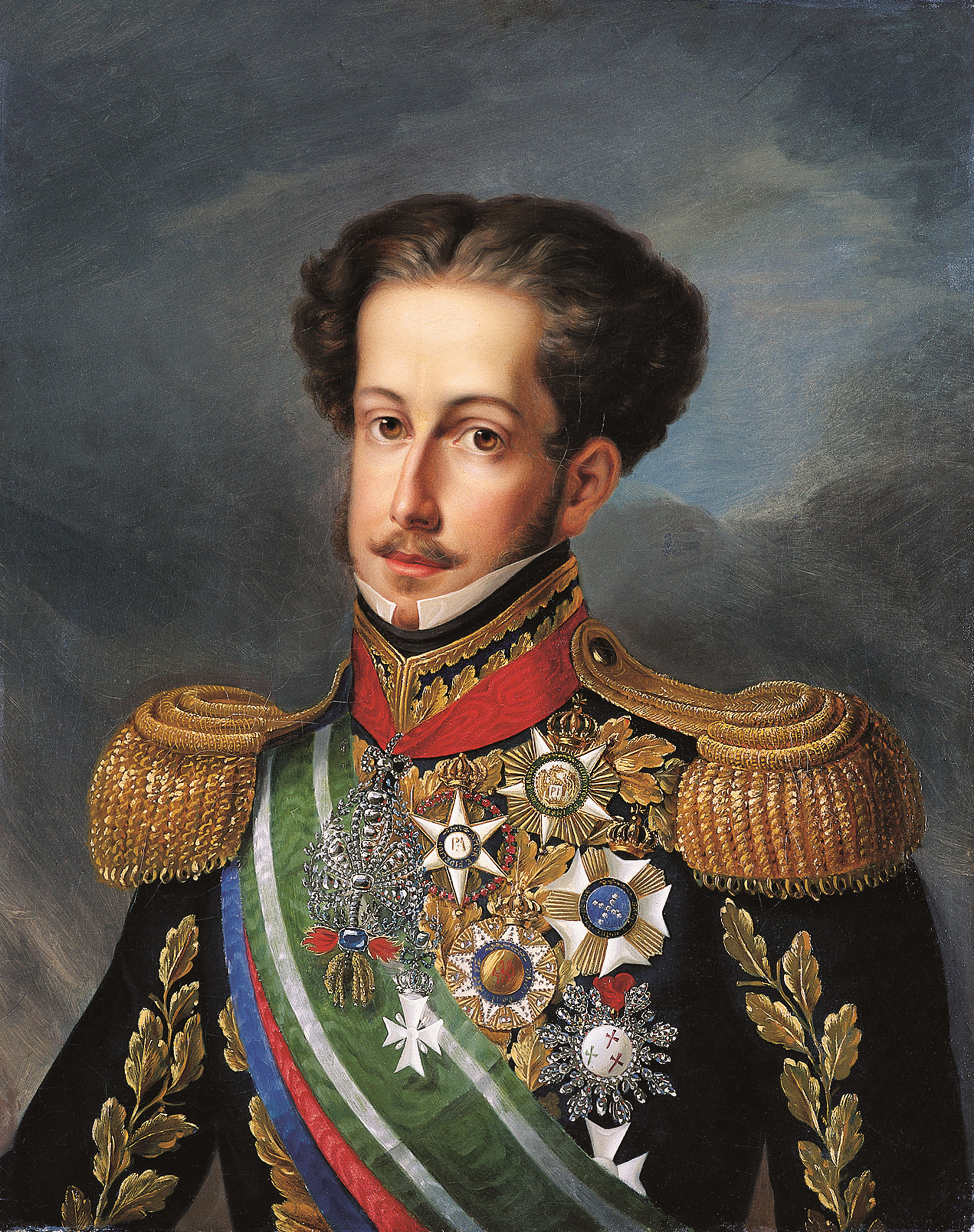
Últim retrat de l'Emperador Pere I de Brasil (c.1830), per Simplício Rodrigues de Sá

Simplício Rodrigues de Sá (São Nicolau Tolentino, Cap Verd, 1785 — Rio de Janeiro, 9 de març de 1839) fou un pintor portuguès i professor d'art que va fer la major part de la seva carrera al Brasil.

## Biografia
Rodrigues de Sá va estudiar a Lisboa i emigrà a Rio de Janeiro l'any 1809. Set anys després, es proclamà seguidor de Jean-Baptiste Debret, i va unir-se al seu grup, la Missão Artística Francesa, ajudant, a més, a fundar el que posteriorment seria l'Academia Imperial de Belas Artes l'any 1826.
El 23 de novembre de 1820, gràcies al seu prestigi al costat de Debret, es va convertir en professor substitut de l'Acadèmia Imperial, amb un sou de 300.000 reals anuals.
També fou nomenat pintor de cambra i tutor privat d'art de la Princesa Maria da Glória, la futura Reina de Portugal. Pels seus serveis, l'Emperador Pere I li va concedir l'Orde de Crist l'any 1826, i el va nomenar Cavaller de l'Orde de la Creu del Sud. L'any 1831, quan Debret va tornar a París, De Sá va ocupar el seu lloc al Departament de Pintura Històrica de l'Acadèmia Imperial.
L'any 1833, va esdevenir mestre de dibuix del jove Emperador Pere II i de les seves germanes. Després de la mort d'Henrique José da Silva l'any 1834, va assumir la direcció del Departament de Disseny de l'Acadèmia. També va organitzar les primeres dues exposicions en la història de l'Acadèmia, els anys 1829 i 1830, encara que sembla que la seva primera exposició en solitari se celebrà de manera pòstuma.
Va treballar diversos gèneres, incloent-hi obres religioses per l'Església de l'Orde Tercera de São Francisco da Penitência, però és àmpliament recordat com a retratista de membres de la Família Reial. Segons sembla, havia perdut la visió en el moment de la seva mort.
Rodrigues de Sá va morir a Rio de Janeiro el 9 de març de 1839.